# Die Hexe von Ahnsbeck
Die Hexe von Ahnsbeck ist der letzte Roman des deutschen Autors Heinrich Hüner. Der Roman wurde 1944/45 geschrieben, jedoch erst nach dem Tod von Heinrich Hüner veröffentlicht.

## Handlung
Die Hexe von Ahnsbeck handelt von einer Liebesgeschichte im Jahre 1570. Bruno Brantwulf (Junker von Steenlage) verliebt sich in Armgard Salge (Bauerntochter aus Ahnsbeck). Zuerst ist die Liebe nur einseitig, bald verliebt sich aber auch Armgard. Sie wird im späteren Verlauf als Hexe angeklagt, kann aber von Bruno gerettet werden und die beiden heiraten.

## Personen

### Bruno Brantwulf
Er ist der Junker von Steenlage der sich in Armgard verliebt. Erst sein Großvater war Junker, vorher waren sie Bauern. Er ist auch der Sohn des bösen Brantwulf. Über seinen Vater werden viele grässliche Geschichten erzählt, die er selbst jedoch nicht so glaubt. Sicher ist nur, dass sein Vater sehr geizig war und immer versucht hat sein Geld nicht ausgeben zu müssen. Bruno selbst ist nicht so geizig wie sein Vater, aber auch streitsüchtig.

### Armgard Salge
Sie ist die einzige Tochter, neben zwei Brüdern, eines Bauern in Ahnsbeck und verspricht Bruno ihn zu heiraten. Weil ihre Mutter schon gestorben ist, muss sie die ganze Frauenarbeit am Hof übernehmen. Sie ist auch die Dorfschönheit und wird deswegen von vielen Mädchen gehasst. Sie wird im späteren Verlauf als Hexe angeklagt.

## Zusammenfassung
Die Geschichte beginnt in einem Gasthaus namens „Blauen Donner“. Erst vor wenigen Stunden wurden auf der Celler Weide Hexen hingerichtet. Jetzt sitzen viele Leute in dem Gasthaus und diskutieren über die Hexenverbrennungen und das die meisten Hexen aus Ahnsbeck kommen, einem Nachbardorf. Es sind viele Fremde im „Blauen Donner“, die wegen der Hexenprozesse gekommen waren. Auch Armgard Salge und ihr Vater, aus dem Dorfe Ahnsbeck, sitzen an einem kleinen Tisch mit einem anderen Fremden. Da Armgard sehr schön ist, zieht sie immer wieder Blicke auf sich. Ihrem Vater behagt das nicht so und deswegen gehen sie nach kurzer Zeit wieder. Doch Bruno Brantwulf (Junker aus Steenlage) hat ein Auge auf Armgard geworfen und er will sie unbedingt wiedersehen. Er sucht sie in Ahnsbeck auf und redet mit ihr, sie kommt ihm jedoch sehr ablehnend entgegen und will ihm nicht einmal die Hand zum Gruße reichen. Bruno ist deshalb doch nicht enttäuscht oder gar entmutigt, sie gefällt ihm deswegen nur umso mehr. Er will noch nicht aufgeben und deswegen kommt er der Einladung, seines Kriegskameraden, dem Sievert von Oppershausen, welches in der Nähe von Ahnsbeck liegt, nach mit ihm auf die Jagd zu gehen. So konnte Bruno gleich zwei Jagden nachkommen.
Er jagte zwei Tage mit seinem Freunde und schwelgte in alten Erinnerungen. Am dritten Tage, beschloss man getrennt zu jagen und Bruno Brantwulf kam Armgard wieder in den Sinn, anstatt weiter dem Wild hinterher, wollte er nun seiner zweiten Jagd mehr Beachtung schenken und ritt nach Ahnsbeck. Bruno hat Glück und trifft Armgard am Felde beim Flachs ausbreiten. Sie weist ihn wieder ab, doch er beschließt nicht aufzugeben.
Einige Tage später gibt es im Dorfe Ahnsbeck einen Tanzabend und Bruno kommt dorthin, um mit Armgard zu tanzen. Den Dorfburschen gefällt es überhaupt nicht, dass ein Fremder kommt und immer mit der Dorfschönheit tanzt. Deswegen kommt es zu einem Streit und einem Kampf. Bruno kann entwischen, aber er wird in Ahnsbeck als Teufel verschrien.
Er kann auch wegen Geschäften eine Zeit lang nicht wieder zurückkommen, vergisst Armgard aber nicht. Er muss wie jedes Jahr mit dem Bischof um den Zehnten von ein paar Höfen zwischen Brunos Steenlage und Verden, wo der Bischof wohnt, kämpfen. Jedes Mal werden mit den Fuhrleuten Bewaffnete mitgeschickt, um die Wagen zu beschützen. Die Leute des Bischofs und Brunos treffen aufeinander und es kommt zum Kampf. Die Steenläger verlieren, es wird ein Mann festgenommen und einer getötet. Als Bruno Brantwulf vom Ausgang des Kampfes erfährt, ist er sehr wütend und beschließt sich dadurch zu rächen, indem er einige Planwagen vom Bischof mit wertvoller Fracht ausraubt. Bei dem Überfall wird Bruno vom Bischof gefangen genommen und zum Tode verurteilt. Ihm gelingt eine spektakuläre Flucht. Als er wieder in den schützenden Mauern seines Hauses war, gibt der Bischof auf und sie einigen sich darauf, dass Bruno den Zehnten des kleinsten Hofes bekommt und der Bischof den der restlichen.
Nun konnte sich der Steenläger wieder auf Armgard konzentrieren, es war schon ein dreiviertel Jahr seit dem Tanzabend vergangen, aber jetzt konnte er sie endlich wieder einmal sehen. Er reitet nach Ahnsbeck und macht mit ihr ein Treffen in der Allerheide aus. Endlich war Armgard nicht mehr so abweisend und sie treffen sich immer öfter. Doch dann kam wieder eine Pestepidemie und man ist Fremden gegenüber wieder misstrauisch. Doch sobald die Epidemie vorbei ist, treffen sich die beiden wieder. Dieses Treffen wird durch einen unerwünschten Besucher gestört und sie sehen sich wieder eine Zeit lang nicht. Inzwischen wird Armgard im Dorfe als Hexe verschrien, wobei die Gründe meist ausgedachte Spinnereien von den Mädchen aus dem Dorf sind. Nach einiger Zeit kommt es wieder zu einem Treffen zwischen Bruno und Armgard, bei dem sich die beiden verlobten. Sie will noch alles bereit machen für die Abreise vom Hofe ihres Vaters und bittet Bruno auf eine Nachricht von ihr zu warten. Er wartet einige Wochen auf eine Nachricht von Armgard, die besagt, dass er endlich kommen und öffentlich um ihre Hand anhalten kann, doch sie kommt nicht.
Nach einiger Zeit erfährt er, dass Armgard der Hexerei angeklagt ist und die Wasserprobe an ihr durchgeführt wird. Mit der Wasserprobe kann man feststellen, ob eine Person eine Hexe ist oder nicht. Die Person wird ins Wasser geworfen und wenn sie schwimmt ist sie eine Hexe, wenn nicht, ist sie frei. Bruno beschließt sie zu retten und wartet, bis es so weit ist. Armgard wird gefesselt und in den Allerfluss geworfen. Durch einen ungünstigen Umstand schwimmt sie und ihre Peiniger wollen sie wieder aus dem Fluss holen, um sie dann zu verbrennen. Bruno kann sie jedoch, vermummt und mit der Hilfe seiner Knechte retten. Da die Peiniger nicht auf solchen Widerstand vorbereitet waren – können die Retter und Armgard entkommen. Durch einen Trick, schaffen sie es auch, die Verfolger abzuhängen und falsche Spuren zu legen, sodass niemand verletzt oder gefangen wird. Armgard wird auf Brunos Hof als Mädchen aus Kurland vorgestellt, das seine Familie verloren hat. Bruno heiratet sie und niemand kommt jemals auf die Idee, dass sie die Hexe aus Ahnsbeck ist, die entkommen konnte.